# Козловский, Иосиф Иванович
Иосиф Иванович Козловский (1913—1993) — советский скульптор, заслуженный художник РСФСР (1976).
В 1939 г. окончил Институт живописи, скульптуры и архитектуры (ИЖСА, бывш. Академию художеств, ЛВХТИ). Ученик А. Матвеева, Г. Шульца и В. Синайского. Жил и работал в Москве.

## Работы
- памятник-бюст дважды герою Советского Союза Е. М. Кунгурцеву в Ижевске (1950, архитектор Л. М. Поляков);
- памятник-бюст М. В. Ломоносову на «Аллее учёных» у МГУ на Ленинских горах (1954);
- памятник-бюст И. В. Бабушкину в селе имени Бабушкина (Леденгское) Вологодской обл. (1956, архитектор Н. Н. Смирнов)[1];
- памятник М. В. Ломоносову во дворе Университета на Моховой улице в Москве (1957 г.; арх. Лебедев Г. Г.);
- памятник М. В. Ломоносову в селе Ломоносово Архангельской обл. (1958, архитектор Л. М. Поляков);
- памятник генерал-лейтенанту П. П. Корзуну в Гадяче Полтавской области (1958, архитектор А. А. Заварзин;
- памятник Ф. Энгельсу в Москве на площади Пречистенские Ворота (1976, архитекторы А. А. Заварзин А. А. Усачёв);
- памятник В. И. Ленину в Москве, Перовская улица, 44а (1983, архитектор А. Р. Маркин);
- памятник Клавдии Шульженко на Новодевичьем кладбище в Москве[2];
- Монумент «Ледовое побоище» (1993, архитектор С. П. Бутенко; всесоюзный конкурс).[3]

Памятник дружине Александра Невского на г. Соколиха во Пскове (1993 г.; ск. Козловский И. И.; арх. Бутенко П. С.)